# اسماعیل سامانی (شهر)
اسماعیل سامانی جماعت و شهرکی در جنوب غربی کشور تاجیکستان است که در ناحیهٔ باختر ولایت ختلان قرار دارد. جمعیت این جماعت ۶۷۰۳ است.